# (19189) Stradivari
(19189) Stradivari (1991 YE1) – planetoida z pasa głównego asteroid okrążająca Słońce w ciągu 4,38 lat w średniej odległości 2,68 j.a. Odkryta 28 grudnia 1991 roku.